# Laiparijärvi (Jukkasjärvi socken, Lappland, 751437-174345)
Laiparijärvi är en sjö i Kiruna kommun i Lappland och ingår i Torneälvens huvudavrinningsområde. Sjön har en area på 0,0781 kvadratkilometer och ligger 276,1 meter över havet.

## Delavrinningsområde
Laiparijärvi ingår i det delavrinningsområde (751232-174233) som SMHI kallar för Inloppet i Veläjäjärvi. Medelhöjden är 321 meter över havet och ytan är 31,51 kvadratkilometer. Räknas de 2 avrinningsområdena uppströms in blir den ackumulerade arean 71,21 kvadratkilometer. Pysäjoki som avvattnar avrinningsområdet har biflödesordning 2, vilket innebär att vattnet flödar genom totalt 2 vattendrag innan det når havet efter 328 kilometer. Avrinningsområdet består mestadels av skog (69 procent) och sankmarker (28 procent). Avrinningsområdet har 0,23 kvadratkilometer vattenytor vilket ger det en sjöprocent på 0,7 procent.